# Peter Cornell
Peter Vasilevich Cornell (San Francisco, 1º giugno 1976) è un ex cestista statunitense, professionista nella NBA, in Cina, Australia e Giappone.

## Palmarès

### Individuale
- Migliore nella percentuale di tiro NBDL (2003)